# Наві
Наві (γ Кассіопеї, лат. γ Cassiopeiae, скорочено — γ Cas) — яскрава зоря в північному приполярному сузір'ї Кассіопеї, розташована в центрі W-подібного астеризму. Це досить яскрава зоря з видимою зоряною величиною, яка змінюється від 1,6 до 3,0. Є прототипом класу оболонкових зір.
У 1866 році зорю спостерігав Анджело Секкі, і вона стала першою зорею, яку коли-небудь спостерігали з емісійними лініями. Зараз її вважають Be-зорею.
γ Кассіопеї — змінна зоря і кратна зоряна система. Згідно з вимірюваннями паралакса, зробленими супутником «Гіппаркос», вона розташована на відстані приблизно 550 світлових років від Землі. Разом зі своїм супутником, зорею HD 5408  система може містити загалом вісім зір.

## Фізичні властивості

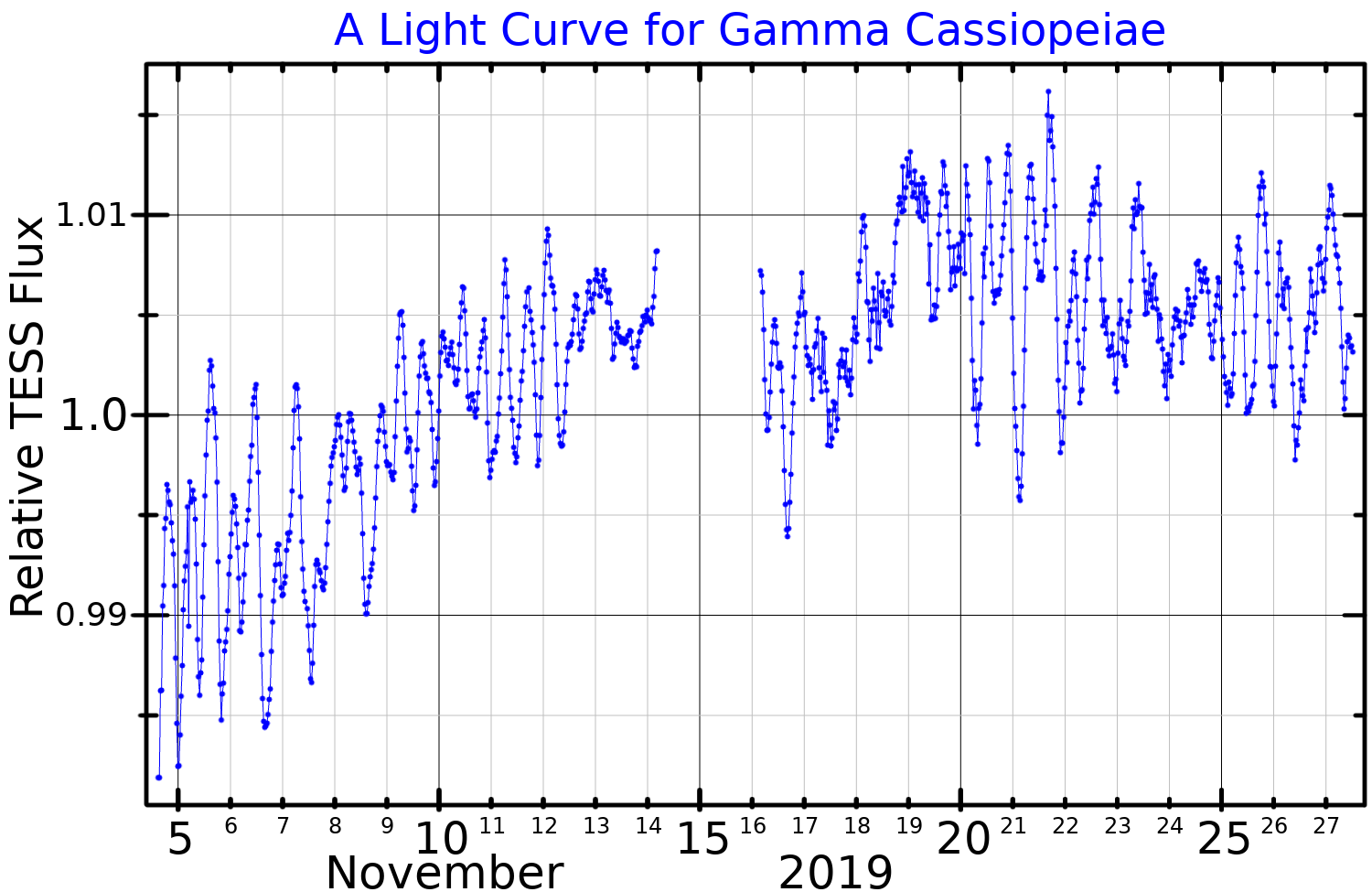
Крива блиску γ Кассіопеї, побудована за даними TESS.

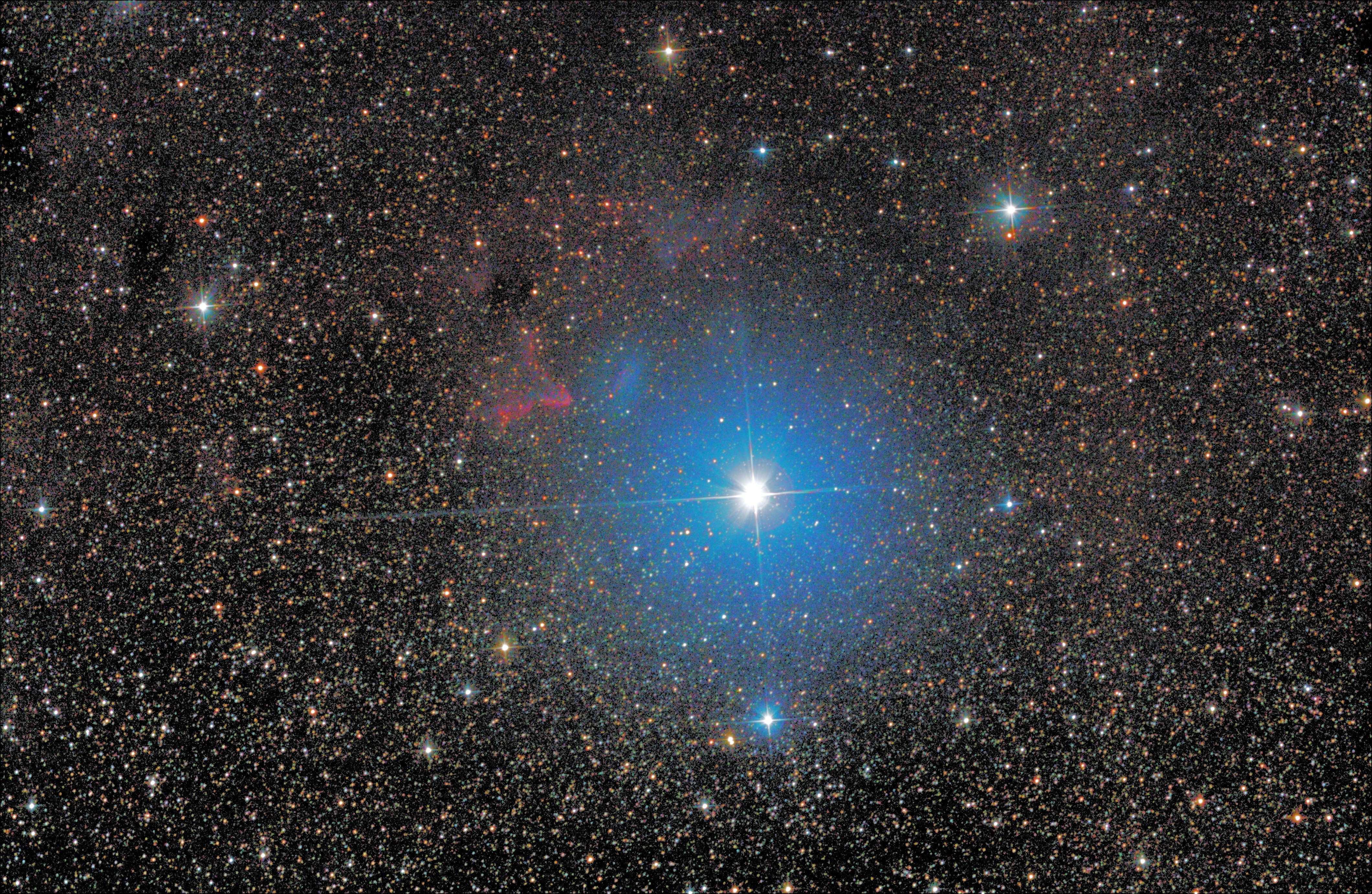
Зняте аматором зображення γ Кассіопеї та пов'язаних із нею туманностей IC 63 і IC 59. Яскрава зоря на південь від γ Кассіопеї — це HD 5408, супутник із таким же власним рухом (Ніл Майкл Вайатт).

γ Кассіопеї — еруптивна змінна зоря, видима зоряна величина якої нерегулярно змінюється від 1,6 у найяскравішому стані до 3,0 у найтьмянішому. Яскравість зорі змінюється на 40 % протягом 50 років. Вона є прототипом класу змінних зір γ Кассіопеї. Наприкінці 1930-х років вона пережила так званий «оболонковий епізод», і її блиск перевищив зоряну величину 2,0, а потім швидко впав до 3,4. Відтоді вона поступово повертається до блиску близько 2,2. У максимумі блиску Наві перевершує як Шедар (α Кассіопеї; 2,25m), так і Каф (β Кассіопеї; 2,3m).
γ Кассіопеї обертається досить швидко: проєкційна швидкість її обертання становить 472 км/с[джерело?], через що її екваторіальний розмір помітно більший, ніж полярний. Оскільки водночас світність зорі є високою, це призводить до викидання з її поверхні речовини, яка утворює гарячий навколозоряний газовий диск. Викиди речовини і варіації яскравості, вочевидь, спричинені цим «декреційним диском» (як протилежність акреційному диску, речовина якого зазвичай, навпаки, падає на зорю).
Спектр цієї масивної зорі відповідає спектральному класу B0.5 IVe. Клас світності IV визначає її як зорю-субгігант. Суфіксом «е» позначають зорі, у спектрі яких наявні емісійні лінії водню, які належать, у цьому випадку, навколозоряному диску. Отже, зоря належить до категорії Be-зір; це, по суті, перша зоря, яку віднесли до цього типу. Її маса в 17 разів перевищує сонячну, а світність — у 34 000 разів. З такою швидкістю випромінювання зоря досягла кінця свого життя як зоря пізнього спектрального класу О після відносно короткого проміжку у 8 мільйонів років. Її зовнішня атмосфера має ефективну температуру 25 000 К, через що вона світиться синьо-білим світлом.

### Рентгенівське випромінювання
γ Кассіопеї є прототипом невеликої групи зоряних джерел рентгенівського випромінювання, приблизно в 10 разів потужнішого, ніж випромінювання інших зір класів B та Be. Характер її рентгенівського спектра — Be-тепловий; імовірно, джерелом випромінення є плазма з температурою до 10 млн кельвінів. Випроміненню притаманні дуже короткочасні та довготривалі цикли.
Історично вважалося, що ці рентгенівські промені можуть бути збуджені речовиною, яка викидається із зорі, її гарячим вітром або навколозоряним диском, речовина якого накопичується на поверхні компаньйона, що перебуває у виродженому стані, як-от білий карлик або нейтронна зоря. Однак жодна з цих гіпотез не дає повного пояснення. Наприклад, незрозуміло, чи здатен білий карлик на відстані передбачуваної вторинної зорі, визначеній орбітальним періодом, накопичити достатню кількість речовини, щоб генерувати рентгенівське випромінювання потужністю майже 1033 ерг/с (100 іоттават). Нейтронна зоря легко забезпечила б такий потік, але рентгенівське випромінювання нейтронних зір, як відомо, не є тепловим, а отже, спостерігаються очевидні розбіжності зі спектральними властивостями зорі.
Є свідчення, що рентгенівське випромінювання може бути пов'язане із самою Be-зорею або спричинене складною взаємодією між зорею і декреційним диском, який її оточує. Зокрема, утворення рентгенівського випромінювання змінюється як на коротких, так і на довгих часових масштабах відповідно до змін УФ-ліній і континууму, пов'язаними із Be-зорею або з речовиною, близькою до неї. Ба більше, рентгенівське випромінювання демонструє довготривалі цикли, які корелюють із кривими блиску у видимому діапазоні довжин хвиль.
Характеристики γ Кассіопеї свідчать про наявність потужного невпорядкованого магнітного поля. Ефект Зеемана не дає змоги виміряти поле безпосередньо через розширення спектральних ліній, спричинене обертанням зорі. Натомість про наявність цього поля свідчить потужний періодичний сигнал із періодом 1,21 доби, який вказує на те, що магнітне поле генерується на поверхні зорі, що обертається. В ультрафіолетових та оптичних спектральних лініях зорі спостерігаються пульсації, колір яких змінюється від синього до червоного протягом кількох годин, що свідчить на наявність «хмар» матерії, які утримуються над поверхнею зорі сильними магнітними полями. Це вказує на те, що магнітне поле зорі взаємодіє з декрементним диском, через що генерується рентгенівське випромінювання. Для пояснення такої модуляції рентгенівського випромінювання було висунуто теорію дискового динамо. Однак із цим механізмом залишаються труднощі — зокрема те, що в інших зорях дискових динамо не спостерігається, що робить цю поведінку складнішою для аналізу.

## Супутники
У γ Кассіопеї є три слабкі супутники; у каталогах подвійних зір вони позначені як компоненти B, C і D. Зоря B розташована на відстані близько 2 кутових секунд від основного компонента A і має зоряну величину 11, а також порівнянну з ним космічну швидкість, а отже, є його імовірним фізичним супутником. Компонент C має зоряну величину 13, віддалений майже на одну кутову хвилину і вказаний у Gaia Early Data Release 3 як такий, що має зовсім інший власний рух і значно віддалений від γ Кассіопеї. Нарешті, компонент D, віддалений на 21 кутову хвилину, — це зоря HR 266 (HD 5408), яку видно неозброєним оком і яка сама по собі є чотирикратною системою.
Зоря γ Кассіопеї A, яскравий первинний компонент, сама має спектральну подвійну з орбітальним періодом близько 203,5 дня. Про ексцентриситет її орбіти повідомляють, що він дорівнює 0,26 або що він «близький до нуля». Вважається, що маса цього супутника приблизно дорівнює масі Сонця, але його природа поки неясна. Припускають, що це вироджена зоря або гаряча гелієва зоря, але малоймовірно, що це звичайна зоря. Тому, імовірно, вона є більш розвиненою, ніж первинна, і передала їй свою речовину, коли перебувала на більш ранній стадії своєї еволюції. Крім того, дані телескопа Гіппаркос показують коливання з амплітудою близько 150 кутових мілісекунд, що може свідчити про наявність у системі ще однієї, третьої зорі. Ця зоря, якщо вона існує, має орбітальний період щонайменше 60 років.

## Назва
Позначення Баєра — γ Кассіопеї (Gamma Cassiopeiae), Флемстида — 27 Кассіопеї.
З цією зорею зазвичай асоціюється китайська назва Ци (кит. 策; піньїнь: cè), «батіг». Спочатку ця назва стосувалася іншої зорі — Каппи Кассіопеї, а Гамма Кассіопеї була лише одним із чотирьох коней, що тягнули колісницю легендарного візника Вангляна. Пізніше це уявлення було змінено, і Гамму «призначили» батогом.
γ Кассіопеї використовували як легко впізнаваний навігаційний орієнтир під час космічних місій, а американський астронавт Вірджил Айвен Гріссом назвав зорю Наві на честь свого власного по батькові, написаного задом наперед.